# Куадрадо, Ане
А́не-Би́нген Куадра́до Гала́рди (исп. Ane-Bingen Cuadrado Galardi; род. 19 мая 1996) — испанская кёрлингистка.
В составе женской команды Испании участница зимней Универсиады 2015.

## Достижения
- Чемпионат Испании по кёрлингу среди женщин: бронза (2015, 2016).

## Команды
| Сезон   | Четвёртый              | Третий                 | Второй                    | Первый                      | Запасной                                       | Турниры             |
| ------- | ---------------------- | ---------------------- | ------------------------- | --------------------------- | ---------------------------------------------- | ------------------- |
| 2014—15 | Aroa Amilibia González | Lydia Vallés Rodriguez | Алисия Мунте Кинселла     | Ане-Бинген Куадрадо Галарди | Lara Ruiz Conde тренер: Romano Ruch            | ПЕЮ 2015 (14 место) |
| 2014—15 | София Фернандес        | Ане Куадрадо           | Patricia Ruiz de la Torre | Алисия Мунте                |                                                | ЧИЖ 2015            |
| 2015    | Патрисия Арбуэс        | Алисия Мунте           | Ане Куадрадо              | София Фернандес             | Макарена Гарсия дель Валле тренер: Romano Ruch | ЗУ 2015 (10 место)  |
| 2015—16 | Алисия Мунте           | Ане Куадрадо           | Beatriz Cureses           | Patricia Ruiz de la Torre   |                                                | ЧИЖ 2016            |

(скипы выделены полужирным шрифтом)

## Частная жизнь
Окончила Вальядолидский университет.